# Шон Кетрін Дерек
Шон Ке́трін Де́рек (англ. Sean Catherine Derek; нар. 16 жовтня 1953, Лос-Анджелес, Каліфорнія, США) — американська сценаристка. Серед її робіт — сюжети для мультсеріалів «Смурфики» (1989), «Бетмен» (1992), «Людина-павук» (1996-1997). Лавреатка премії «Еммі» (1993), авторка двох книг, що були визнані бестселерами за версією «Нью-Йорк таймз».

## Життєпис
Шон Кетрін Дерек народилася 16 жовтня 1953 року в Лос-Анджелесі, в сім'ї актора Джона Дерека та прими-балерини Паті Берз. Через два роки після народження доньки, Джон Дерек покинув сім'ю заради швейцарської акторки Урсули Андресс, яка тоді майже не знала англійської мови. Пізніше Шон напише мемуари під назвою «Список персонажів» (англ. Cast of Characters), у яких розкриє свої безладні стосунки з батьком. Джон і Паті розлучилися 1956 року.
Дерек здобувала освіту в Швейцарії, Ірландії та США. Спочатку працювала фотожурналісткою, публікувалася в часописах «Піпл», «Тайм» та інших, згодом почала писати сценарії для мультсеріалів. За свою роботу над сюжетами до «Смурфиків» вона була двічі номінована на премію «Еммі»: 1988 і 1989 року. Здобула цю нагороду чотири роки потому, за роботу над мультсеріалом «Бетмен».

## Фільмографія
| Рік       | Назва                                               | Назва мовою оригіналу                                     | Примітка    |
| --------- | --------------------------------------------------- | --------------------------------------------------------- | ----------- |
| 1985      | Останній відпочинок                                 | ісп. Escapada final                                       | [ Прим. 1 ] |
| 1989      | Смурфики                                            | англ. Smurfs                                              | [ Прим. 2 ] |
| 1992      | Бетмен                                              | англ. Smurfs                                              | [ Прим. 3 ] |
| 1994      | Дикі КОТИ: команда таємних дій                      | англ. Wild C.A.T.S: Covert Action Teams                   |             |
| 1996      | Капітан Планета та планетяни                        | англ. Captain Planet and the Planeteers                   |             |
| 1996      | Смертельна битва: захисники імперії                 | англ. Mortal Kombat: Defenders of the Realm               |             |
| 1996-1997 | Людина-павук                                        | англ. Spider-Man: The Animated Series                     |             |
| 1998      | 101 далматинець                                     | англ. 101 Dalmatians: The Series                          |             |
| 1998      | Світло... камера... почали!                         | англ. Lights... Camera... Action!                         |             |
| 1998-1999 | Смертельна битва: підкорення                        | англ. Mortal Kombat: Conquest                             |             |
| 1999      | Йоланда, дочка Чорного Корсара                      | ісп. Yolanda, la hija del Corsario Negro                  |             |
| 2001      | Приголомшлива книга заклять                         | англ. Ultimate Book of Spells                             |             |
| 2001      | Поліціянти Кейпертауна                              | англ. Capertown Cops                                      |             |
| 2001-2005 | Конґ                                                | англ. Kong: The Animated Series                           |             |
| 2006      | Легенда дракона                                     | англ. Legend of the Dragon                                |             |
| 2006      | Різдвяна пісня: примарна казка Скруджа              | англ. A Christmas Carol: Scrooge's Ghostly Tale           |             |
| 2006      | Зорро: покоління «Зет»                              | англ. Zorro: Generation Z - The Animated Series           |             |
| 2007      | Аліса у Дивокраї: що трапилося з Капелюшником?      | англ. Alice in Wonderland: What's the Matter with Hatter? |             |
| 2007      | Конґ: повернення до джунглів                        | англ. Kong: Return to the Jungle                          |             |
| 2009      | Пришелепкуваті мисливці з космосу                   | англ. Dork Hunters from Outer Space                       |             |
| 2009      | Біонікл: відродження легенди                        | англ. Bionicle: The Legend Reborn                         |             |
| 2010      | Метусова помста                                     | англ. Metus' Revenge                                      |             |
| 2010      | Зорро та Червоний Хлист розкриті!                   | англ. Zorro and Scarlet Whip Revealed!                    |             |
| 2010      | Фабрика героїв                                      | англ. Hero Factory                                        |             |
| 2010      | Фабрика героїв «Леґо»: піднесення новобранців       | англ. Lego Hero Factory: Rise of the Rookies              |             |
| 2011      | Пришелепкуваті мисливці та пірати з острова Тортуга | англ. Dork Hunters and the Pirates of Tortuga Island      |             |
| 2011      | Пригода для Жу                                      | англ. Quest for Zhu                                       |             |
| 2011      | Фабрика героїв «Леґо»: дикунська планета            | англ. Lego Hero Factory: Savage Planet                    |             |
| 2011      | Премалесеньке янголятко                             | англ. The Littlest Angel                                  |             |
| 2012      | Бійка їжею!                                         | англ. Foodfight!                                          |             |
| 2013-2015 | Пакмен та примарні пригоди                          | англ. Pac-Man and the Ghostly Adventures                  |             |
| 2016      | Конґ: король мавп                                   | англ. Kong: King of the Apes                              |             |
| 2017      | Тарзан і Джейн                                      | англ. Tarzan and Jane                                     |             |
| 2019      | Філлі Фантазія: Академія чарів                      | англ. Filly Funtasia                                      |             |